# Institut für Asien- und Afrikawissenschaften

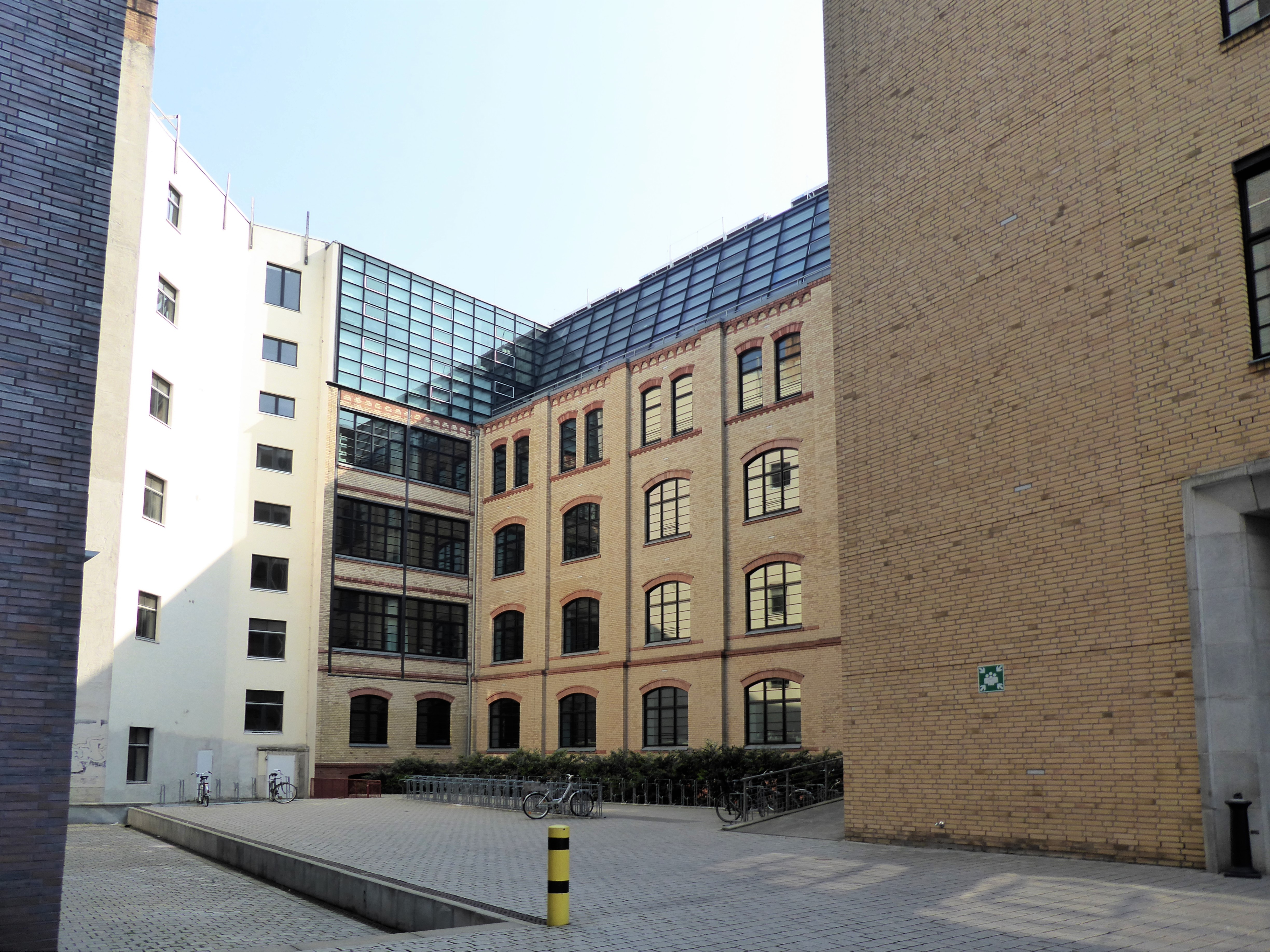
Sitz des Instituts in den Edison-Höfen

Das Institut für Asien- und Afrikawissenschaften (IAAW) ist eine regionalwissenschaftliche Lehr- und Forschungseinrichtung der Humboldt-Universität zu Berlin. Es ist der Kultur-, Sozial- und Bildungswissenschaftlichen Fakultät zugeordnet.
Das Institut betreibt interdisziplinäre Studien zu Zentral-, Ost-, Süd- und Südostasien sowie Afrika südlich der Sahara mit kultur-, sozial-, sprach- und geschichtswissenschaftlichen sowie eigenen regionalwissenschaftlichen Methoden. Zudem bietet es Ausbildung in 22 afrikanischen und asiatischen Sprachen an. Das IAAW gliedert sich in fünf regionale Fachbereiche (Seminare) und zwei Querschnittsbereiche. Die MENA-Region (Naher Osten und Nordafrika) ist keine Fokusregion des Instituts, wird aber bei transregionalen Studien berücksichtigt.
Die Räume des IAAW befinden sich überwiegend in den Edison-Höfen in der Invalidenstraße in Berlin-Mitte. Mit dem Seminar für Ostasienstudien ist die Berliner Mori-Ōgai-Gedenkstätte verbunden. Das IAAW ist Partner des Projekts Das moderne Indien in deutschen Archiven, 1706–1989 (MIDA).

## Geschichte
Frühester Vorläufer des IAAW war das 1887 gegründete Seminar für Orientalische Sprachen, das der Dolmetscherausbildung für die wirtschaftliche Expansion nach Asien sowie den kolonialen Ambitionen des deutschen Kaiserreichs dienen sollte. In der NS-Zeit wurde das Seminar 1936 in „Auslandshochschule“ umbenannt, 1941 zusammen mit der Deutschen Hochschule für Politik zur „Auslandswissenschaftlichen Fakultät“ fusioniert und in die Berliner Universität integriert.
Da ehemalige NSDAP-Mitglieder in der Sowjetischen Besatzungszone bzw. DDR in der Regel von den Universitäten entfernt wurden, kam es nach 1945 zu einem weitgehenden personellen Neuanfang. Eine Ausnahme war der Afrikanist Diedrich Westermann, der sich zwar mit dem NS-Regime arrangiert hatte, aber kein Parteimitglied gewesen war. Anders als die philologisch ausgerichtete Orientalistik bzw. Afrikanistik in der Bundesrepublik Deutschland hatten die Asien- und Afrikawissenschaften in der DDR und damit auch an der Humboldt-Universität einen stärker gesellschaftswissenschaftlichen Zuschnitt. Sie sollten der Pflege von Beziehungen zu sozialistischen „Bruderländern“ und blockfreien Staaten in der „Dritten Welt“ dienen und „Kader“ für Außen- und Kulturpolitik, Außenhandel und Journalismus ausbilden.
Im Zuge der Dritten Hochschulreform wurde die bisherige Universitätsgliederung in Fakultäten und Lehrstühle 1968 durch „Sektionen“ ersetzt. Zugleich wurden die Regionalwissenschaften in der DDR jeweils an einer Universität konzentriert. So wurde an der Berliner Humboldt-Universität eine Sektion Asienwissenschaften eingerichtet, während die Afrika- und Nahostwissenschaften schwerpunktmäßig an der Karl-Marx-Universität Leipzig, orientalische Archäologie und Kunst an der Martin-Luther-Universität Halle-Wittenberg angesiedelt wurden. In Ost-Berlin gab es auch einen kleinen Bereich Afrikanistik, der jedoch organisatorisch an die Sektion Asienwissenschaften angegliedert wurde. Diese Struktur wirkt sich am IAAW bis heute aus (vier Seminare für asiatische Regionen, aber nur eins für Afrika).
Während der Wende in der DDR wurde aus der Sektion 1989 ein Fachbereich Asien- und Afrikawissenschaften mit eigenem Dekan. Der Fachbereich wurde jedoch 1994 aufgelöst und als Institut für Asien- und Afrikawissenschaften in die Philosophische Fakultät III eingegliedert (zusammen mit den Instituten für Kultur- und Kunstwissenschaften sowie für Sozialwissenschaften). Von zunächst geplanten 24 Professuren am Institut wurde die Zahl ab 1998 deutlich reduziert. Mehr als 60 Prozent der Studenten durchliefen zwar die Sprachausbildung, machten aber keinen Abschluss am Institut, sondern setzten das Studium andernorts fort. Für die universitätsinterne Statistik galten sie damit als Abbrecher, was sich auf die dem Institut zugebilligten Mittel negativ auswirkte. Die Fächer Ägyptologie und Sudanarchäologie wechselten 2003 als Seminar für Archäologie und Kulturgeschichte Nordostafrikas in das Institut für Archäologie.
Statt der klassischen Einteilung in Großregionen aus jeweils mehreren benachbarten Nationalstaaten vertritt das Institut im Sinne der „Neuen Regionalwissenschaften“ seit 2000 zunehmend eine transregionale Perspektive mit mehreren Ebenen von lokal bis global. Nach der Bologna-Reform führte das Institut 2005 einen gemeinsamen Bachelor-Studiengang „Regionalstudien Asien/Afrika“ ein, auf den zunächst drei verschiedene Master-Studiengänge (Afrika, Zentralasien oder Süd- und Südostasien) aufbauten. Diese wurden zum Wintersemester 2021/22 ebenfalls durch einen gemeinsamen Master Asien-/Afrikastudien ersetzt.

## Studienangebot
- B.A. Regionalstudien Asien/Afrika
- M.A. Asien/Afrikastudien
- M.A. Global Studies (in Kooperation mit Chulalongkorn-Universität Bangkok, Jawaharlal Nehru University Neu-Delhi und Facultad Latinoamericana de Ciencias Sociales Buenos Aires)
- M.A. Global History (in Kooperation mit Freie Universität Berlin)

Auslaufende Studiengänge
- M.A. Moderne Süd- und Südostasien-Studien
- M.A. Zentralasien-Studien
- M.A. Afrikawissenschaften

## Lehrpersonen
Zentralasien
- Ingeborg Baldauf (* 1956), Turkologin; Sprachen und Kulturen Mittelasiens

Ostasien
- Jürgen Berndt (1933–1993), Japanologe; Japanische Literatur
- Sarah Eaton, Politikwissenschaftlerin; transregionale China-Studien
- Roland Felber (1935–2001), Historiker; Geschichte Chinas
- Henning Klöter (* 1969), Linguist und Sinologe; neuere Sprachen und Literaturen Chinas
- Klaus Kracht (* 1948), Japanologe; Sprache und Kultur Japans

Südasien
- Jürgen Lütt (1940–2012), Historiker; Geschichte Südasiens
- Michael Mann (* 1959), Historiker; Gesellschaften und Kulturen Südasiens
- Walter Ruben (1899–1982), Indologe
- Diethelm Weidemann (1931–2024), Historiker; Geschichte Südasiens, Theorie und Geschichte der internationalen Beziehungen in Asien

Südostasien
- Christian Bauer (* 1952), Philologe; Sprachen und Literaturen Südostasiens
- Claudia Derichs (* 1965), Politikwissenschaftlerin; transregionale Südostasienstudien
- Annemarie Esche (1925–2018), Burmanistin und Literaturwissenschaftlerin
- Helmut Fessen (* 1934), Historiker und Indonesist
- Vincent Houben (* 1957), Historiker; Geschichte und Gesellschaft Südostasiens
- Hans Dieter Kubitscheck (* 1934), Ethnologe; Geschichte und Gesellschaft Südostasiens
- Wilfried Lulei (1938–2023), Historiker; Vietnamistik
- Ingrid Wessel (* 1942), Historikerin und Indonesistin; Neue Geschichte Südostasiens, Indonesistik

Afrika
- Andreas Eckert (* 1964), Historiker; Geschichte Afrikas
- Catherine Griefenow-Mewis (* 1941), Afrikanistin
- Hildegard Höftmann (1927–2018), Linguistin
- Baz Lecocq (* 1970), Historiker; Geschichte Afrikas
- Helmuth Stoecker (1920–1994), Historiker
- Flora Veit-Wild (* 1947), Literaturwissenschaftlerin; Afrikanische Literaturen und Kulturen
- Albert Wirz (1944–2003), Historiker; Geschichte Afrikas

Querschnittbereiche
- Daniel Bultmann, Soziologe; Gesellschaft und Transformation in Asien und Afrika
- Peter Heine (* 1944), Islamwissenschaftler; Islamwissenschaft des nicht-arabischen Raumes
- Boike Rehbein (1965–2022), Soziologe und Sozialphilosoph; Gesellschaft und Transformation in Asien und Afrika

Sudanarchäologie und Ägyptologie, Westasien (nicht mehr Teil des IAAW)
- Erika Endesfelder (1935–2015), Ägyptologin
- Horst Grienig (1936–2020), Wirtschaftswissenschaftler; Ökonomie der Länder Westasiens
- Manfred Lorenz (1929–2017), Iranist
- Eberhard Serauky (* 1940), Islamwissenschaftler

## Absolventen
- Catherine Griefenow-Mewis (* 1941), Afrikanistin, Promotion 1970
- Wolfram Adolphi (* 1951), Journalist und Politikwissenschaftler, Promotion 1980
- Sylvia-Yvonne Kaufmann (* 1955), Politikerin, Promotion 1984
- Ulrich van der Heyden (* 1954), Historiker, Promotion 1984
- Jörg Thomas Engelbert (* 1961), Vietnamist und Historiker, Promotion 1990
- Susan Arndt (* 1967), Anglistin, Afrikanistin und Literaturwissenschaftlerin, Promotion 1997
- Riem Spielhaus (* 1974), Islamwissenschaftlerin, Promotion 2008
- Susann Baller, Historikerin und Afrikawissenschaftlerin, Promotion 2009
- Daniel Bultmann, Soziologe, Promotion 2013
- Josephine Apraku (* 1986), Autorin, Masterabschluss 2015